# Aarón Anselmino
Aarón Anselmino (Bernardo Larroudé, La Pampa; 29 de abril de 2005) es un futbolista argentino que se desempeña como defensa central  y su equipo actual es el Chelsea Football Club de la Premier League de Inglaterra.

## Trayectoria

### Boca Juniors
A principios de 2014 fue seleccionado por el reconocido cazatalentos Diego Mazzilli, por lo que se integró a las divisiones inferiores de Boca Juniors en ese año, formándose en el complejo La Candela, para después pasar a vivir en las pensiones de Casa Amarilla y finalmente terminó de formarse en Boca Predio.
En 2023 se afianzó como titular en la Reserva de Boca Juniors tras la salida de Lautaro Di Lollo para disputar compromisos con la Selección de fútbol sub-20 de Argentina. Finalmente Jorge Almirón fue el encargado de subir al jugador al plantel de primera división.
El 11 de junio de 2023 se produjo su debut profesional frente al Club Atlético Lanús en La Bombonera ingresando por Bruno Valdez, disputó 45 minutos del encuentro y se destacó mostrando firmeza en la defensa.

### Chelsea
El 29 de junio de 2024 se confirmó su traspaso, quedando en Boca Juniors.

## Estadísticas

### Clubes
- Actualizado al último partido jugado el 28 de junio de 2025.

| Club                         | Div.          | Temporada     | Liga  | Liga  | Liga   | Copas nacionales | Copas nacionales | Copas nacionales | Copas internacionales | Copas internacionales | Copas internacionales | Total | Total | Total  | Media goleadora |
| Club                         | Div.          | Temporada     | Part. | Goles | Asist. | Part.            | Goles            | Asist.           | Part.                 | Goles                 | Asist.                | Part. | Goles | Asist. | Media goleadora |
| ---------------------------- | ------------- | ------------- | ----- | ----- | ------ | ---------------- | ---------------- | ---------------- | --------------------- | --------------------- | --------------------- | ----- | ----- | ------ | --------------- |
| C. A. Boca Juniors Argentina | 1.ª           | 2023          | 2     | 0     | 0      | 3                | 0                | 0                | —                     | —                     | —                     | 5     | 0     | 0      | 0               |
| C. A. Boca Juniors Argentina | 1.ª           | 2024          | 12    | 0     | 3      | 4                | 1                | 0                | 2                     | 1                     | 0                     | 18    | 2     | 3      | 0.11            |
| C. A. Boca Juniors Argentina | Total club    | Total club    | 14    | 0     | 3      | 7                | 1                | 0                | 2                     | 1                     | 0                     | 23    | 2     | 3      | 0.09            |
| Chelsea F. C. Inglaterra     | 1.ª           | 2024-25       | —     | —     | —      | —                | —                | —                | 1                     | 0                     | 0                     | 1     | 0     | 0      | 0               |
| Chelsea F. C. Inglaterra     | Total club    | Total club    | 0     | 0     | 0      | 0                | 0                | 0                | 1                     | 0                     | 0                     | 1     | 0     | 0      | 0               |
| Total carrera                | Total carrera | Total carrera | 14    | 0     | 3      | 7                | 1                | 0                | 3                     | 1                     | 0                     | 24    | 2     | 3      | 0.09            |
| 1. 2. 3.                     |               |               |       |       |        |                  |                  |                  |                       |                       |                       |       |       |        |                 |

## Palmarés

### Títulos internacionales
| Título                            | Equipo        | Sede           | Año  |
| --------------------------------- | ------------- | -------------- | ---- |
| Copa Mundial de Clubes de la FIFA | Chelsea F. C. | Estados Unidos | 2025 |